# Agnes Martin
Agnes Martin (Macklin, 22 marzo 1912 – Taos, 16 dicembre 2004) è stata una pittrice statunitense minimalista. Si considerava un'espressionista astratta.

## Biografia
Agnes Martin è un’artista originaria di Macklin, nel Saskatchewan, in Canada, dove nasce nel 1912, per crescere invece a Vancouver. In seguito al trasferimento nel 1932 negli Stati Uniti, frequenta il Western Washington State College a Bellingham, nello stato di Washington, per passare poi alla University of New Mexico ad Albuquerque, fino al 1940; prosegue i suoi studi alla Columbia University a New York, e inizia la sua lunga attività di insegnamento in numerose scuole pubbliche, diventando cittadina degli Stati Uniti nel 1950. Nel periodo che va dagli anni '40 ai primi anni del decennio successivo abita e insegna saltuariamente a New York, anche se si trasferirà definitivamente qui solo nel 1957: tra gli amici in questo momento si annoverano Robert Indiana, Ellsworth Kelly, Jack Youngerman.
L’artista tiene la sua prima mostra personale nel 1958 alla Betty Parsons Gallery di New York, dedicandosi in un primo momento agli acquerelli e i paesaggi figurativi, i dipinti surrealisti a olio, gli oggetti tridimensionali, per abbandonarli poi in favore di un'astrazione di grandi semplificazioni: le opere mature esercitano un'enorme influenza sulla generazione di artisti più giovani; queste sono riconoscibili per il formato quadrato, la presenza di griglie o linee disegnate sulla tela, caratterizzate dal monocromo con leggere sfumature. Il suo lavoro è descritto come "composto dagli elementi più semplici, comprese linee ordinate e disegnate a matita e una gamma ristretta di forme - griglie, strisce e, molto occasionalmente, cerchi, triangoli o quadrati - e dipinti in una tavolozza limitata su tele sempre quadrate" capaci di rivelare "un senso estetico che è [...] l'equivalente visivo del tono perfetto".
Martin partecipa con alcune opere alla mostra "Systemic Painting", organizzata nel 1966 al Museo Solomon R. Guggenheim di New York. In seguito a un primo episodio psicotico le verrà diagnosticata la schizofrenia che la porterà ad avere quelle che Martin chiamerà "trances". Una volta lasciata New York per trasferirsi nel 1967 a Cuba, l’artista smette di dipingere per ben sette anni, per riprendere poi nel 1974 con opere dai toni vivaci, molto diverse dai precedenti toni naturali. Da questo momento inizia a esporre con regolarità: tiene molte mostre itineranti, tra cui si possono citare quelle organizzate dall'Institute of Contemporary Art della University of Pennsylvania di Filadelfia (1973), dalla Hayward Gallery di Londra (1977), dallo Stedelijk Museum di Amsterdam (1991), dal Whitney Museum of American Art di New York (1993), e da Dia Beacon, a Beacon, nello Stato di New York (2004). Martin muore nel 2004 a Taos, in Nuovo Messico.
Contemporaneamente all’evoluzione in campo artistico, Agnes Martin porta avanti una storia letteraria della sua arte, tra cui alcuni testi sotto forma di aforismi carichi di saggezza, come, ad esempio: "La vita di un artista è completamente immaterialista, perché bellezza e felicità e vita sono tutte la stessa cosa e sono pervasive, libere e astratte e sono la nostra unica preoccupazione"; i suoi scritti verranno pubblicati in occasione della mostra del 1992 al Kunstmuseum Winterthur, in Svizzera, e poi ancora nel 2005. Le vennero assegnati anche dei premi, tra cui il Leone d'oro alla Biennale di Venezia (1997), la National Medal of Arts from the Office of the President (1998) e l'Oskar Kokoschka Prize (1992).

## Stile
L’approccio di Agnes Martin alla pittura può essere principalmente diviso in due periodi, separati da una pausa di 7 anni tra il 1967 e il 1974: il primo periodo va dal 1946 al 1967 ed è caratterizzato dall’esplorazione dell’Astrattismo, che l’artista approccia in diversi modi, mentre il secondo periodo va dal 1974 alla morte nel 2004 e rappresenta l’indagine delle potenzialità creative di una singola forma, una tela quadrata di dimensioni sempre uguali, con linee sia orizzontali che verticali e barre; all’interno di questo secondo periodo, il suo lavoro può essere nuovamente diviso in due brevi periodi, uno di quattro anni (2001-2004), in cui lo stile di Martin si evolve e supera le sue tele.
Non abbiamo alcuna opera del periodo a New York tra il 1941 e il 1942, poiché l’artista distrugge i primi quadri: le prime opere a noi arrivate risalgono al biennio del 1946-1948, in cui è prima studentessa, poi docente alla University of New Mexico, ma sono prodotti del contesto scolastico, per questo non definiscono in maniera lineare il suo stile. Le opere risalenti al 1951 e 1952 mostrano invece l’influenza dell’Automatismo, mentre la tecnica che sviluppa si dirige verso il Surrealismo, ma riprende anche l’Espressionismo astratto, dipingendo in un momento in cui reprime il controllo dell’inconscio, per seguire il subconscio. Solo nel 1953 tuttavia, l’artista svilupperà uno stile astratto all’interno di un gruppo che sarà noto come “Taos Moderns”, il periodo per l’artista definito “biomorfico”, dal momento che rappresenta in primo piano forme organiche curvilinee, in opposizione alle forme rigide del precedente periodo.
L’approccio di Martin all’Astrattismo cambia velocemente dopo il suo ritorno a New York nel 1957, non più come studentessa, ma come artista: nelle sue opere le forme biomorfiche sono visibili nelle tele, associate a forme più regolari, come quadrati gialli, al cui interno risaltano dei cerchi, unendo il primo periodo della sua arte allo stile sviluppato nel gruppo “Taos Moderns”; nel 1959 l’artista svilupperà nelle sue tele anche l’analisi del triangolo e del cerchio. Fra il 1958 e il 1961 sperimenterà nuove dimensioni per le tele, nuovi materiali e tecniche, soprattutto l’unione dell’inchiostro alla carta: molte tele di questo periodo si basano su tavolozze naturali di marrone, giallo e grigio; il punto di arrivo di queste sperimentazioni sarà la griglia, un motivo ricorrente nella sua arte, che le dà la possibilità di sperimentare colori, forme e nuovi materiali: Martin iniziava spesso il suo processo creativo sedendo sulla sua sedia con mente limpida, aspettando l’ispirazione, ma l’insieme di linee che componevano la griglia erano in realtà frutto di equazioni matematiche e meticolosamente pianificate. Solo una volta terminato il disegno, lo trasferiva sul supporto finale, dapprima coprendo con un pennello la tela di pittura ad olio o colori acrilici, per poi disegnare le linee con una grafite, usando una corda per maggiore precisione: a partire dal 1966 utilizzò prevalentemente colore acrilico.
I venti anni precedenti alla sua partenza da New York sono ricchi di esperimenti tecnici. Dopo una pausa di sette anni, i trenta anni successivi possono essere descritti come una ricerca meticolosa del potenziale creativo di un singolo stile: a questo periodo, infatti, risalgono soprattutto tele quadrate di circa 2 metri, dove utilizza l’acrilico. In questo momento supera la griglia, pur mantenendone alcune caratteristiche, eliminando le linee verticali; dal 1974 si sofferma sull’uso dei colori acrilici e della matita per tracciare le linee, abbandonando altre sperimentazioni e a partire dal 1980, si dirige verso l’uso di colori più scuri e produrrà numerose tele grigie, seguito da un periodo di colori più luminosi, che comincia nel 2001 per arrivare fino al 2004, anno della sua morte.
L'opera Redbird di John Zorn è ispirata e dedicata a Martin.